# Мирный (Брянский район)
Мирный — посёлок в Брянском районе Брянской области, в составе Журиничского сельского поселения.

## География
Расположен в 8 км к востоку от села Журиничи.

## История
Возник в середине XX века. В посёлке находится железнодорожная платформа «26 км» (на линии Брянск—Дудорово); имеется отделение связи.
В 1960 году указом Президиума Верховного Совета РСФСР населенный пункт разъезда 26 км Полпинской хозяйственной ветки переименован в посёлок Мирный.

## Население
| Годы      | 1979 | 1989 | 2002 |
| --------- | ---- | ---- | ---- |
| Население | 417  | 312  | 238  |

| 2010 | 2013 |
| ---- | ---- |
| 213  | ↘188 |